# Hilpi Savikko
Hilpi Lemmikki Savikko (Raahe, 8 giugno 1958) è un'ex cestista e allenatrice di pallacanestro finlandese.

## Carriera
Con la Finlandia ha disputato Campionati europei del 1981.